# Carex austroalpina
Carex austroalpina är en halvgräsart som beskrevs av Alfred Becherer. Carex austroalpina ingår i släktet starrar, och familjen halvgräs. Inga underarter finns listade i Catalogue of Life.